# Île Willis
L'île Willis, en anglais Willis Island, est une île corallienne d'Australie située dans la mer de Corail.
Elle abrite une station météorologique créée par John King Davis. Sa population est de quatre habitants. 

## Histoire
Les îles Willis ont été découvertes par les Européens en 1853 par le capitaine George Pearson à bord du navire Cashmere appartenant à la compagnie Henry H. Willis & Co. Lors de son voyage vers les Indes via le détroit de Torrès, Pearson aperçut deux petites îles non répertoriées sur les cartes maritimes de l'époque. Il décida alors de les nommer en hommage aux propriétaires du navire.
En 1860, les îles furent cartographiées par le capitaine Henry Mangles Denham à bord du HMS Herald (en). Cette expédition permit d'affiner les connaissances sur la géographie des îles et d'établir des observations précises sur leur position.
À la fin du XIXe siècle, les îles devinrent un site d'exploitation du guano mais furent par la suite abandonnées lorsque cette ressource s'épuisa.

## Station météorologique
En réponse à plusieurs catastrophes cycloniques qui frappèrent les villes australiennes de Mackay et Innisfail en 1918, le gouvernement envisagea la création d'une station d'alerte aux tempêtes dans la mer de Corail.
Trois ans plus tard, le 1er octobre 1921, un groupe de quinze personnes mené par John King Davis quitta Melbourne pour l'île Willis. Ils débarquèrent sur l'île le 14 octobre avec 150 tonnes de marchandises, principalement des matériaux de construction. Trois semaines plus tard, la station météorologique fut opérationnelle. Le 8 novembre à 9 h, le capitaine Davis transmit par radio la première observation météorologique depuis l'île. 
Depuis sa création, cette station météorologique héberge une équipe de quatre personnes qui se relaient pour surveiller les cyclones. Elle est gérée par le Bureau de météorologie (BOM).
Elle a été réaménagée en 2006 afin de résister aux cyclones de catégorie 5.
Le 2 février 2011, l'œil du violent cyclone tropical Yasi est passé au-dessus de l'île, provoquant d'importants dégâts aux équipements de la station ainsi qu'à la flore et à la faune de l'île.
En décembre 2023, l'île se situe sur la trajectoire du cyclone Jasper (en). Le destroyer lance-missiles de la marine australienne HMAS Brisbane est détourné pour évacuer les quatre membres du BOM en mission sur l'île.